# Jim Edmonds
James Patrick "Jim" Edmonds (27 de junho de 1970) é um ex-jogador profissional de beisebol estadunidense.

## Carreira
Jim Edmonds foi campeão da World Series 2006 jogando pelo St. Louis Cardinals. Na série de partidas decisiva, sua equipe venceu o Detroit Tigers por 4 jogos a 1.